# Frères mineurs conventuels
Les Frères mineurs conventuels (en latin : Ordo Fratrum Minorum Conventualium) forment un des trois ordres mendiants de droit pontifical de la famille franciscaine.

## Histoire
Les conventuels (appelés ainsi depuis environ 1517) sont les disciples de saint François qui, pour des raisons apostoliques, ont reçu des dispenses pontificales en ce qui concerne le strict régime de pauvreté. Vivant en communauté dans de grands couvents (contrairement aux premiers disciples de saint François), ils sont connus comme « conventuels ».
En décembre 1566, Philippe II obtient du pape Pie V le bref Maxime cuperemus qui supprime l'ordre des Frères mineurs conventuels dans toute l'Espagne. Certains s'exilent, d'autres comme Domingo del Pico (un des premiers vicaires généraux des conventuels en Espagne) rejoignent les franciscains observants, qui reprennent leurs biens.
Après la conclusion des accords du Latran, les franciscains conventuels sont autorisés à retourner à Assise, au Sacro Convento et à la basilique Saint-François, dont ils avaient toujours été les gardiens jusqu'aux suppressions napoléoniennes.
Saint Maximilien Kolbe est une figure célèbre des frères mineurs conventuels. Canonisé en 1982 par Jean-Paul II, sa renommée s'est rapidement répandue dans le monde.
Les Frères mineurs conventuels sont vêtus d'une tunique noire avec capuchon (plutôt long). Dans les pays de missions et les pays chauds, ils remettent souvent l'habit traditionnel gris.

## Aujourd'hui
Leur université internationale est la faculté de théologie Saint-Bonaventure à Rome. La Curie généralice se trouve près de la basilique des Saints-Apôtres dont ils ont la charge pastorale.
L'ordre comptait au 1er août 2018, 4 048 religieux dans 460 maisons regroupées en 30 provinces et 18 custodies.
Les franciscains conventuels sont présents dans 60 pays : 5 couvents en Afrique, 17 en Amérique, 8 en Asie, 29 en Europe (plus l'Australie). Lors du 202e Chapitre général, le 25 mai 2019, le frère argentin Carlos Alberto Trovarelli a été élu 120e Ministre général et successeur de Saint-François pour la branche conventuelle de l'Ordre franciscain.
En France, les conventuels, revenus en 1949, représentent une quinzaine de religieux. Ils sont présents à Cholet (couvent Saint-François), à Lourdes (Mission de l'Immaculée), à Narbonne (couvent Saint-Bonaventure), et à Tarbes (couvent Saint-Antoine). Regroupées dans la custodie de France, les maisons sont rattachées à la province italienne des conventuels de Padoue[réf. nécessaire].

## Controverses en France et en Belgique
En septembre 2023, le magazine Golias Hebo publie une enquête intitulée « Les étranges amis du néo-cardinal Bustillo » qui met en cause les dérives charismatiques attribuées au frère Daniel-Marie Thévenet, l'un des trois re-fondateurs de l'ordre au couvent de Narbonne. L'enquête révèle également qu'un groupe de jeunes affilié aux franciscains conventuels de Cholet a effectué en 2017 un voyage en Syrie pendant la guerre civile dans les régions sous contrôle du régime de Bachar el-Assad. Ce voyage a été organisé et publicisé par l'association SOS Chrétiens d'Orient, critiquée par la suite en novembre 2017 par Pascal Gollnisch, directeur général de l’Œuvre d'Orient et vicaire général de l’ordinariat pour les Orientaux vivant en France.
Dominique Auzenet, prêtre exorciste et responsable de la « Pastorale nouvelles croyances et dérives sectaires » du diocèse du Mans, note en novembre 2023, à la suite de l'article de Golias Hebdo et après  visionnage de « vidéos sur les pratiques de guérison menées par certains frères franciscains conventuels en France et en Belgique » une « tendance troublante à mêler notions de maladie et de péché et à y associer, parfois de manière erronée, les fautes des générations passées » en contradiction avec les évangiles où « Jésus a clairement marqué une rupture avec l’idée que la maladie serait une conséquence du péché (Jean 9, 3) ».

## Provinces et juridictions[11]
Europe:
- Maisons sous la juridiction du Ministre général, à Rome et dans l'État de la Cité du Vatican[12],[13]
- Italie:
  - Custodie générale du Sacré Couvent de Saint François d'Assise, Assise[14]
  - Province italienne de Saint-Antoine de Padoue, Italie du Nord[15]
  - Province italienne de Saint-François d'Assise, Italie centrale[16]
  - Province des Saints Bernardin et Ange en Italie, Abruzzes
  - Province du Père Séraphique Saint François en Italie, Naples
  - Province des Saints Nicolas et Ange en Italie, Pouilles[17]
  - Province des Saints Agata et Lucie en Italie, Sicile[18]
  - Custodie provinciale des saints Daniel et compagnons martyrs, Calabre

- Pologne:
  - Province de Saint-Antoine et Bienheureux Jacques de Strepa en Pologne, Cracovie[19]
  - Province de Saint Maximilien M. Kolbe en Pologne, Danzig[20]
  - Province de la Mère Immaculée de Dieu en Pologne, Varsovie[21]
- Autres pays européens:
  - Province de Sainte-Élisabeth en Allemagne[22]
  - Province de Saint-Jérôme en Croatie[23]
  - Province de Notre-Dame-de Montserrat en Espagne[24]
  - Province de Saint-Paul en Malte[25]
  - Province de Saint-Joseph en Roumanie[26]
  - Province de Saint-Joseph en Slovénie[27]
  - Province des Saints Cyrille et Méthode en Tchéquie[28]
  - Custodie provinciale de Saint-Léopold et Saint-Nicolas de Flüe en Autriche et en Suisse[29]
  - Custodie provinciale de Saint-Bonaventure en France et en Belgique[30]
  - Custodie provinciale de Bienheureux Agneau de Pise en Grande-Bretagne et en Irlande[31]
  - Custodie provinciale de l'Immaculée Conception de la B.V.M. en Slovaquie[32]
  - Custodie générale de Saint François d'Assise en Russie[33]
  - Custodie provinciale de la Sainte Croix en Ukraine
  - Délégation provinciale au Bélarus (de la Province de la Mère Immaculée de Dieu en Pologne)
  - Mission au Danemark (de la Province de Saint-Jérôme en Croatie)
  - Mission en Suède (de la Province de Saint Maximilien M. Kolbe en Pologne)

Afrique:
- Province de Saint François d'Assise au Kenya
- Province des Saints Protomartyrs Franciscains en Zambie
- Custodie provinciale de Saint Antoine de Padoue au Ghana
- Custodie provinciale de Saint Maximilian M. Kolbe en Tanzanie
- Délégation provinciale au Burkina Faso (de la Province de la Mère Immaculée de Dieu en Pologne et de la Province des Saints Bernardin et Ange en Italie, Abruzzes)
- Délégation provinciale en Ouganda (de la Province de Saint Antoine et du Bienheureux Jacques de Strepa en Pologne)
- Mission au Malawi (de la Province des Saints Franciscains Protomartyrs de Zambie)

Amérique du Nord:
- Custodie provinciale de Saint Maximilian M. Kolbe au Canada
- États-Unis:
  - Province de Notre-Dame des Anges aux États-Unis[34]
  - Province de la B.V.M. Consolateur des affligés aux États-Unis[35]
  - Province de Saint-Bonaventure aux États-Unis
  - Province de Saint Joseph de Copertino aux États-Unis[36]
- Province de Notre-Dame de Guadalupe en Mexique[37]

Amérique centrale:
- Custodie provinciale de Marie Mère de la Miséricorde en Amérique centrale, Costa Rica - Le Salvador - Guatemala - Honduras
- Délégation provinciale à Cuba (de la Province italienne de Saint-François d’Assise, Italie centrale)

Amérique du Sud:
- Brésil:
  - Province de Saint-François au Brésil
  - Province de Saint Maximilien M. Kolbe au Brésil[38]
  - Custodie provinciale de l'Immaculée Conception de la B.V.M. au Brésil
  - Custodie provinciale de Saint-Bonaventure en Brésil
- Province "Rioplatense" de Saint-Antoine de Padoue en Argentine et en Uruguay
- Custodie provinciale de Saint-François en Bolivie
- Custodie provinciale de Saint François d'Assise en Colombie
- Custodie provinciale de la B.V.M. de Coromoto au Venezuela[39]
- Délégation provinciale en Equateur (de la Province de Saint Maximilien M. Kolbe en Pologne)
- Délégation provinciale au Chili (de la Province italienne de Saint-Antoine de Padoue)

Asie:
- Province de Saint-Maximilien-Kolbe en Corée du Sud[40]
- Province de Saint Maximilien M. Kolbe en Inde[41]
- Province de l'Immaculée Conception de la B.V.M. en Indonésie
- Province de l'Immaculée Conception de la B.V.M. au Japon[42]
- Custodie provinciale de l'Immaculée Conception et du Bienheureux Bonaventure de Potenza aux Philippines
- Custodie provinciale de l'Orient et de la Terre Sainte, Turquie - Liban[43]
- Délégation provinciale en Ouzbékistan (de la Province de Saint Antoine et du Bienheureux Jacques de Strepa en Pologne)
- Délégation provinciale au Vietnam (de la Province de Saint Joseph de Copertino aux États-Unis)
- Mission au Sri Lanka (de la Province de Saint Maximilien M. Kolbe en Inde)
- Mission en Inde, Bengale occidental (de la Province Saint Paul Apôtre à Malte et de la Province Saint Maximilien M. Kolbe en Inde)

Océanie:
- Délégation provinciale en Australie[44] (de la Province de San Bonaventura aux États-Unis)

## Saints & bienheureux
Par année de naissance :

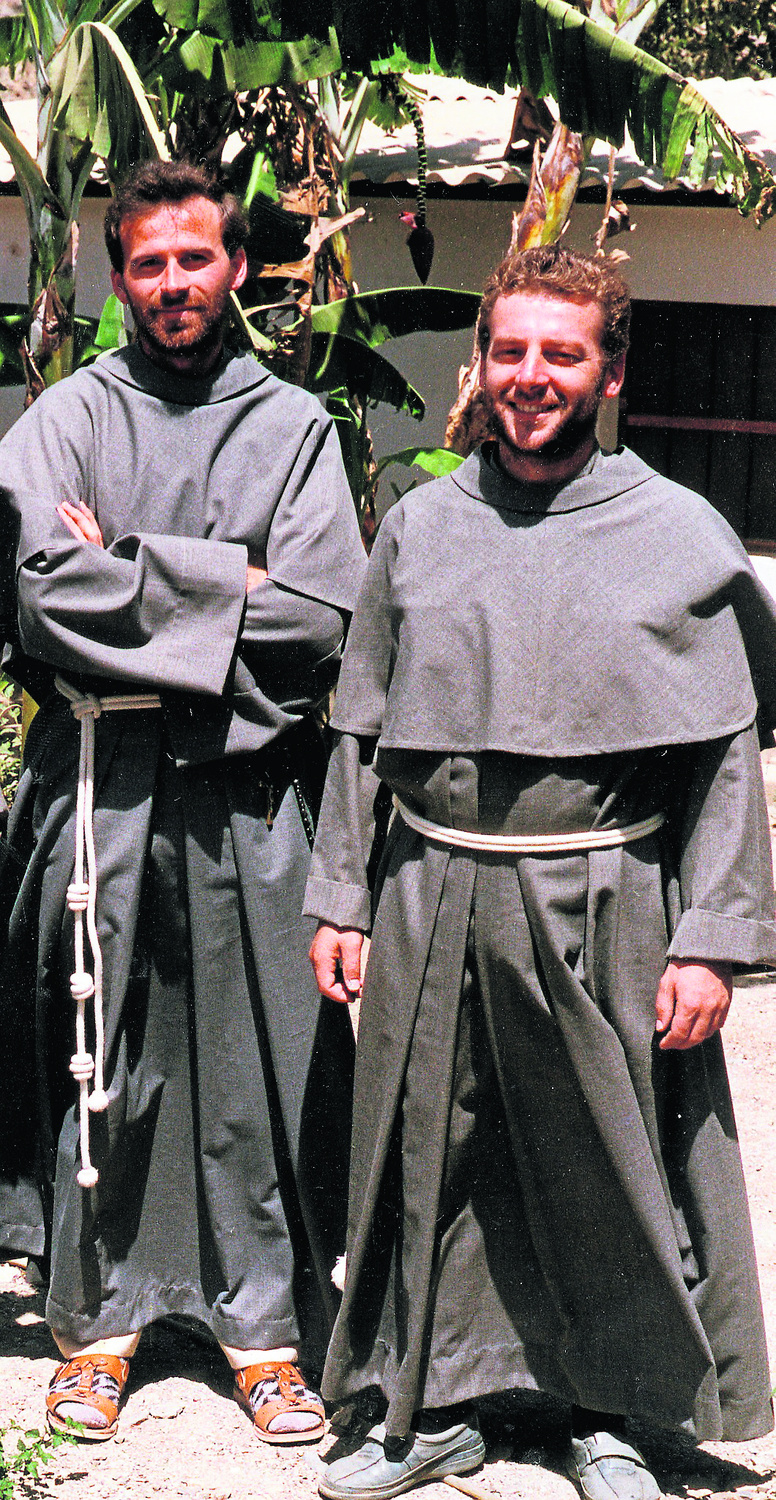
Les bienheureux Michał Tomaszek et Zbigniew Strzałkowski.

- Bienheureux François Zirano (1564-1603).
- Bienheureux Raphaël Chyliński (1694-1741).
- Saint Joseph de Cupertino (1603-1663) canonisé en 1767.
- Bienheureux Bonaventure de Potenza (1651-1711) béatifié par Pie VI en 1775.
- Saint François-Antoine Fasani (1681-1742), canonisé en 1986 par Jean-Paul II
- Saint Maximilien Kolbe (1894-1941), martyr canonisé en 1982 par Jean-Paul II
- Bienheureux Innocent Guz (1890-1940)
- Bienheureux Timothée Trojanowski (1908-1942)
- Bienheureux Boniface Zukowski (1913-1942)
- Bienheureux Antonin Bajewski (1915-1941)
- Bienheureux Zbigniew Strzałkowski (1958-1991)
- Bienheureux Michał Tomaszek (1960-1991)[45]